# Anchmeryre

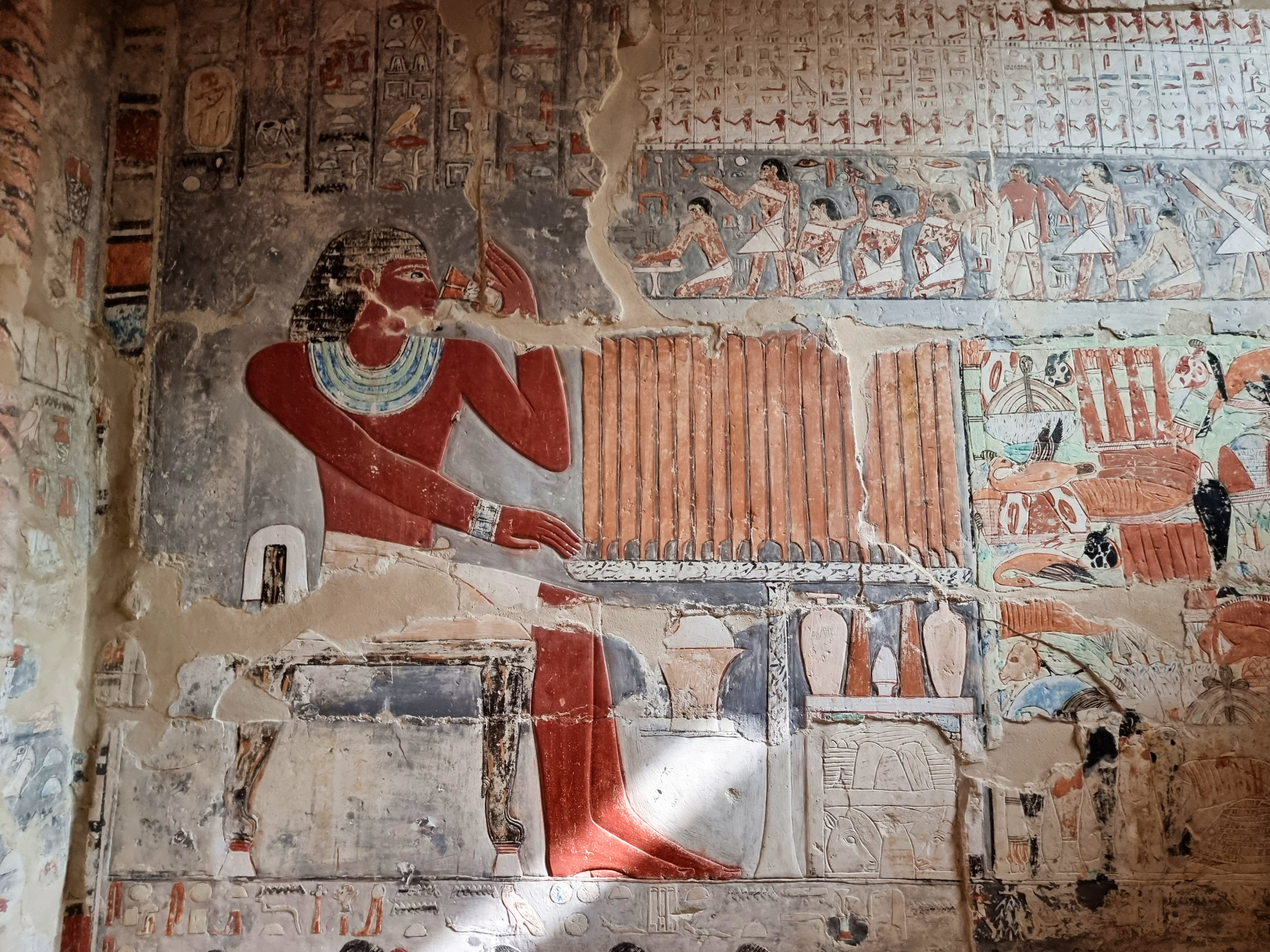
Darstellung des Anchmeryre in der Grabanlage des Mehu

Anchmeryre, auch Hetepka (I.), war ein hoher altägyptischer Beamter der 6. Dynastie. Er trug zahlreiche wichtige Titel. Am Ende seiner Karriere wurde er zum Wesir befördert, bei dem es sich um das höchste damalige Staatsamt handelte.
Anchmeryre ist aus der Grabanlage seines Vaters Mehu in Sakkara bekannt. Er wandelte in dessen Mastaba einen Magazinraum zu seiner Kultkapelle um, die auf der Westwand eine Scheintür trägt und deren andere Wände mit Reliefs dekoriert sind. Anchmeryre trug zahlreiche wichtige Titel. Er war „Vorsteher der Wirtschaftsbetriebe“ (jmj-r3-gs-pr), „Vorsteher der beiden Scheunen“, „Vorsteher aller Arbeiten des Königs“ und „Vorsteher der beiden Schatzhäuser“. Wahrscheinlich wurde er am Ende seiner Karriere zum Wesir befördert. Sein Name ist mit dem Thronnamen des Königs Pepi I. gebildet. Dies deutet an, dass er unter diesem König geboren wurde. Es ist aber auch möglich, dass er diesen Namen erst annahm, als er Karriere unter Pepi I. machte. In der Tat gibt es Indizien, dass er bei Geburt zunächst den Namen Hetepka erhielt. Anchmeryre stammt aus einer Familie, die mehrere Wesire stellte und damit sehr machtvoll war. Wie sein Vater, Mehu, und er selbst wurde auch Hetepka (II.), Anchmeryres Sohn, Wesir.